# Hexathele
Genre
Hexathele est un genre d'araignées mygalomorphes de la famille des Hexathelidae.

## Distribution
Les espèces de ce genre sont endémiques de Nouvelle-Zélande.

## Liste des espèces
Selon World Spider Catalog (version 19.0, 08/02/2018) :
- Hexathele cantuaria Forster, 1968
- Hexathele cavernicola Forster, 1968
- Hexathele exemplar Parrott, 1960
- Hexathele hochstetteri Ausserer, 1871
- Hexathele huka Forster, 1968
- Hexathele huttoni Hogg, 1908
- Hexathele kohua Forster, 1968
- Hexathele maitaia Forster, 1968
- Hexathele nigra Forster, 1968
- Hexathele otira Forster, 1968
- Hexathele para Forster, 1968
- Hexathele petriei Goyen, 1887
- Hexathele pukea Forster, 1968
- Hexathele putuna Forster, 1968
- Hexathele ramsayi Forster, 1968
- Hexathele rupicola Forster, 1968
- Hexathele taumara Forster, 1968
- Hexathele waipa Forster, 1968
- Hexathele waita Forster, 1968
- Hexathele wiltoni Forster, 1968

## Publication originale
- Ausserer, 1871 : Beiträge zur Kenntniss der Arachniden-Familie der Territelariae Thorell (Mygalidae Autor). Verhandllungen der Kaiserlich-Kongiglichen Zoologish-Botanischen Gesellschaft in Wien, vol. 21, p. 117-224 (texte intégral).